# Immunoglobuline per uso endovenoso
Le immunoglobuline per uso endovenoso (IVIG, dall'inglese IntraVenous ImmunoGlobulin), chiamate in Italia anche Ig Vena dal nome commerciale, sono immunoglobuline ottenute dalla lavorazione (per frazionamento industriale) del plasma ottenuto con le donazioni, sono cioè emoderivati per uso trasfusionale; rientrano nella classificazione ATC col codice J06. 
Le immunoglobuline ottenute sono policlonali e, una volta somministrate per via endovenosa, hanno un'emivita di 72 ore e raggiungono il livello basale nel giro di 3-4 settimane.

## Usi terapeutici
Le immunoglobuline vengono utilizzate ad esempio:
- nella sieroprofilassi:
  - nell'epatite virale
  - nel tetano
- nelle immunodeficienze
  - agammaglobulinemia legata al sesso
  - immunodeficienza combinata grave
  - immunodeficienza comune variabile
  - leucemia linfatica cronica
- nei riceventi di trapianto di midollo osseo e renale[2]

Possono essere inoltre utilizzate, anche se non come trattamento di prima linea, nello shock settico, nelle ustioni, nella malattia di Kawasaki, nella porpora trombocitopenica idiopatica, nell'emofilia, nel mieloma multiplo, nell'artrite reumatoide, nell'AIDS, nella miastenia gravis e nel lupus eritematoso sistemico.